# Henny Coomans
Hendrikus Eduard (Henny) Coomans (Amsterdam, 9 juni 1929 – Bilthoven, 13 oktober 2010) was een Nederlands bioloog, gespecialiseerd in de Malacologie en vanuit zijn werk en onderzoek veelvuldig betrokken met- en aanwezig op de Nederlandse Antillen.
Na zijn tweede huwelijk met Maritza Eustatia verbreedde hij zijn interesse voor de Antillen vooral op het vlak van publicaties over de Antillen. Samen met Maritza Coomans-Eustatia werd hiervoor de Stichting Libri Antilliani opgericht.

## Loopbaan
Na de HBS (Sint Ignatius College) begon hij in 1948 zijn studie biologie aan de Universiteit van Amsterdam. Zijn studie werd onderbroken door de militaire dienstplicht en in 1953 weer hervat en in 1956 studeerde hij cum laude af. Na zijn studie deed hij onderzoek bij het Caraïbisch Marien-Biologisch Instituut (CARMABI) en trad aansluitend in dienst bij de Stichting voor Culturele Samenwerking (STICUSA) als hoofdbibliothecaris van de Wetenschappelijke Bibliotheek te Curaçao. Samen met zijn vrouw Lucy Loff (ze trouwden in 1957 en kregen samen 2 dochters Cynhtia Coomans en Elvira Coomans), verbleven ze enkele jaren op Curaçao. Henny Coomans hield zich onder andere bezig met onderzoek naar de molluskencollectie van het American Museum of Natural History.
Terug in Nederland kwam hij in dienst van de Universiteit van Amsterdam, als Universitair Hoofdmedewerker en het hoofd van de afdeling Malacologie. In 1974 promoveerde hij met een proefschrift over de Nederlandse arts en schelpenverzamelaar H.E. van Rijgersma, die in de 19de eeuw verbleef op Sint Maarten. Het belangrijkste werk dat hij publiceerde over de Antillen is het werk dat hij samen met K.M. de Jong in 1988 samenstelde. Alle tot dan toe bekende Gastropoda van de Benedenwindse eilanden Curaçao, Aruba en Bonaire werden hierin besproken en deels afgebeeld. In 1985 overleed zijn eerste vrouw, hij hertrouwde op 9 augustus 1987 met Maritza Eustatia. Op 9 juni 1994 ging Henny Coomans met pensioen.

## Naast zijn loopbaan
Henny Coomans richtte zich na zijn huwelijk met Martiza Eustatia, zeker na zijn pensionering, in toenemende mate op het stimuleren, initiëren en redigeren van boeken over de Nederlandse Antillen. De door hen opgerichte Stichting Libri Antilliani was hiervoor een belangrijk middel en zorgde voor publicaties als: Caraïbische cadens, Arubaans akkoord, Building up the future from the past, Veranderend Curaçao, Breekbare banden, De horen en zijn echo, Sint Maarten in kaart en beeld. De stichting zorgde ook voor een facsimile uitgave van een van de eerste gedrukte werken in het Papiaments, de Catecismo corticu pa uso di Catolicanan di Curaçao. Dit werk is ook opgenomen in het Memory of the World-register. In 2009 kreeg Henny Coomans samen met Maritza Coomans-Eustatia (postuum) de 'Premio Boeli van Leeuwen' voor hun verdiensten aan de Antilliaanse literatuur.
- Digitale Bibliotheek voor de Nederlandse Letteren: coom007
- Library of Congress Control Number: n89603184
- Nationale Bibliotheek van Israël: 987007318140705171
- Système universitaire de documentation: 120249367
- Virtual International Authority File: 92347957